# 上維利

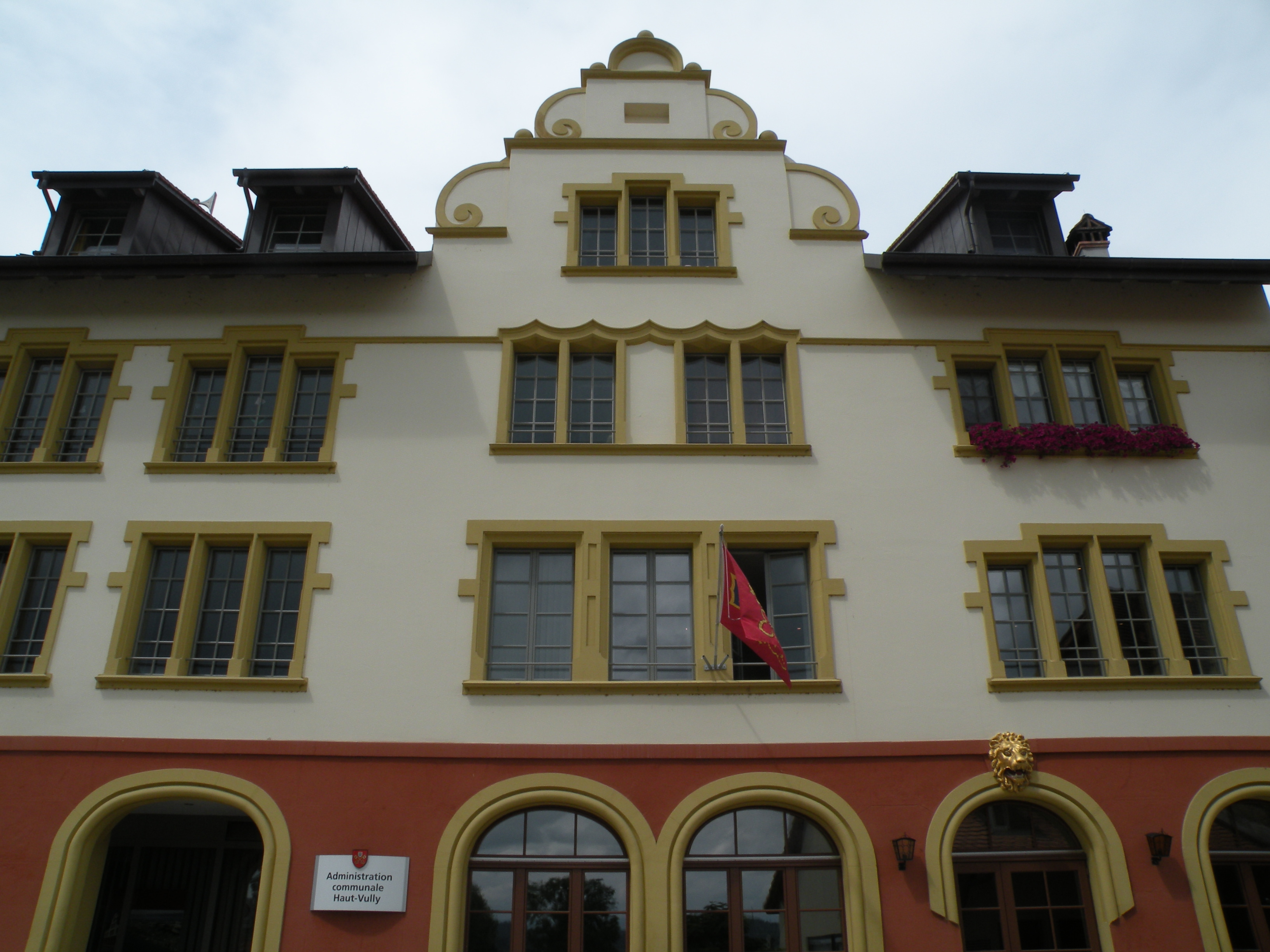

上維利（Haut-Vully）是瑞士的城鎮，位於該國西部，由弗里堡州負責管轄，面積7.58平方公里，海拔高度434米，2011年人口1,366，六成人口信奉基督教，人口密度每平方公里180人。

## 外部連結
- Official website （法文）